# Komo (departement)
Komo är ett departement i Gabon. Det ligger i provinsen Estuaire, i den nordvästra delen av landet, 100 km öster om huvudstaden Libreville. Antalet invånare är 17 575.